# NGC 2123
NGC 2123 ist ein offener Sternhaufen im Sternbild Dorado in der Großen Magellanschen Wolke.
Das Objekt wurde am 30. November 1834 von John Herschel entdeckt.